# Thraki
Thrace
La Thraki, ou Thrace, est une race de moutons domestiques originaire de Grèce. Elle est principalement élevée pour une production mixte : lait, laine et viande.

## Origines
La Thraki est une race ovine originaire de la Thrace occidentale, dans le Nord-Est de la Grèce. La race tire son nom de sa région d'origine : Thráki est le nom grec de la Thrace. Selon les sources, elle peut aussi être citée sous le nom de Thrace. Elle descend de moutons ayant subis l'influence du Tsigai, une vieille race de moutons des montagnes du Sud-Est de l'Europe,.
La Thraki appartient a un sous-groupe de races de la région des Balkans influencées par le Tsigai dans lequel on trouve également la Ruda d'Albanie, la Karbanat de Bulgarie et la Kivircik de Turquie.
Une étude génétique sur les différentes races grecques a démontré que la Thraki est bien distincte des autres races démontrant une isolation de celle-ci.

## Description
C'est un animal à la toison blanche avec des taches noires ou brunes au niveau de la tête et des pattes. Le bélier porte des cornes et pèse en moyenne 50 kg pour une hauteur au garrot de 63 cm. La brebis, légèrement plus petite, peut atteindre 55 cm pour 38 kg. Les plus grosses pèsent jusqu'à 45 kg,.

## Élevage
La Thraki est menée en élevage extensif. Les animaux paissent en journée et sont rentrés la nuit pour les abriter. Il n'y a pas de transhumance.
La brebis met bas un seul agneau et peut produire en moyenne entre 60 et 100 kg de lait sur sa période de lactation.

## Conservation
Dans les années 1980, sa population dépasse les 20 000 individus. Vingt ans plus tard, elle est en danger critique d'extinction avec seulement quelques centaines de têtes. Au début du XXIe siècle, une politique de conservation est mise en place pour remonter l'effectif. Malgré le travail réalisé, la race reste vulnérable,.